# Antònia Fontanillas Borràs
Antònia Fontanillas Borràs (Barcelona, 29 de maig de 1917-Dreux, 23 de setembre de 2014) fou una militant anarcosindicalista i lluitadora antifranquista catalana, morta a l'exili.

## Biografia
Era neta dels militants anarquistes Francesca Saperas i Miró i Martí Borràs i Jover. El 1925 va marxar a Mèxic amb tota la seva família, d'on en foren expulsats el 1933. Quan tornà a Catalunya el 1934 començà a treballar en una litogràfica i es va afiliar a la CNT (de la qual el 1936 fou elegida delegada en la secció d'Arts Gràfiques) i a les Joventuts Llibertàries. Quan esclatà la Guerra civil espanyola intentà allistar-se a les milícies confederals en el desembarcament de Mallorca, però acabà treballant com a administrativa al periòdic Solidaridad Obrera.
En acabar la guerra civil es va quedar a Barcelona, militant clandestinament en les FIJL i la CNT i fins i tot imprimint clandestinament Solidaridad Obrera a casa seva fins a 1945. Després va col·laborar en el clandestí Ruta (1946-1948). Quan el seu company, Diego Camacho Escámez, fou alliberat de la presó el 1953 va marxar a França amb ell, i s'establiren primer a Brezolles i després a Clarmont d'Alvèrnia (1954). A Clarmont milità activament en la CNT i el Moviment Llibertari Espanyol i fou responsable del Boletín Ródano-Alpes (1956-1961) amb Alejandro Lamela i Diego Camacho, alhora que col·laborava amb Quico Sabaté.
El 1958 se separà de Diego Camacho i marxà amb el seu fill a Dreux, on el 1960 es va unir a Antonio Cañete Rodríguez. Va col·laborar en un grup de teatre i edità Surco (1966-1967) en castellà, francès i esperanto.
Després de la mort de Francisco Franco, va participar en tots els congressos de la CNT entre 1979 i 1983, i en els de la Confederació General del Treball (CGT) entre 1983 i 1997. Ha participat en nombroses conferències, exposicions, jornades i presentacions de llibres tant a la Península com a França, Itàlia i Luxemburg. El 2007 va participar en unes jornades de la CGT sobre el moviment Mujeres Libres. També ha estat membre del Centre Internacional de Recerca de l'Anarquisme (CIRA).

## Obres
- Testigo sobre Germinal Gracia (1992, inèdit),
- Desde uno y otro lado de los Pirineos (1993, inèdit)
- Francisca Saperas (1995, inédito)
- De lo aprendido y vivido (1996, traduït a l'italià per Volontà)
- Mujeres Libres. Luchadoras libertarias (1998)
- Lola Iturbe: vida e ideal de una luchadora anarquista (2006, amb Sonya Torres)